# Centelha
A Centelha foi uma editora livreira de Coimbra  que nos anos 70 editou obras relevantes, ligadas sobretudo a textos políticos de carácter marxista 
. Durante os anos 80 transformou-se numa cooperativa, mudando de nome para Fora do Texto, mas terminando por se extinguir um pouco mais tarde.

## História
A Centelha foi criada por um grupo de intelectuais de esquerda, alguns dos quais ligados à Universidade, que se juntou após a crise estudantil de 1969, reunindo nomes conhecidos como Rui Namorado, Orlando de Carvalho e Soveral Martins, tendo este último sido o principal animador da editora. A editora publicou, ainda antes do 25 de Abril de 1974, obras marxistas e de carácter político em colecções como «Criar Poder Popular», «Movimentos de Libertação» «Textos» e «Temas do Nosso Tempo» o que lhe valeu problemas com a polícia política PIDE/DGS. Manteve também colecções de ficção e poesia onde editou poetas como Manuel Alegre, José Manuel Mendes, Assis Pacheco, Rui Namorado, António Manuel Lopes Dias, Manuel Rui, Vergílio Alberto Vieira e Fátima Maldonado. Na sua colecção de poesia de «Autores universais» foram editados Goethe, Nietzsche, Konstantínos Kaváfis, Louys, Ritsos e Rimbaud. Na sua colecção de teatro saíram obras de Helder Costa, Augusto Boal e António Cabral. A partir do final dos anos 70 passou a editar obras jurídicas de Soveral Martins e Orlando de Carvalho no sentido de ajudar a sustentar as actividades da editora e criou novas colecções «Rock On» e «Anátema» de ensaio político onde saíram textos de Cornelius Castoriadis e Toni Negri. A sua decadência e fecho está ligada à morte dos fundadores Soveral Martins e Orlando de Carvalho.